# Camilla e il Rubacuori
Camilla e il Rubacuori è un romanzo giallo di Giuseppe Pederiali del 2010, il quarto che vede protagonista l'investigatrice Camilla Cagliostri.

## Trama
La vita quotidiana di Camilla subisce diversi importanti cambiamenti: Danila Barleri, sorella minore del suo amante Donato, viene da Napoli a Modena per cercare un impiego e s'installa in casa della poliziotta. Sul lavoro, la Cagliostri deve sottostare alle stringenti disposizioni del nuovo questore Carolina Bergonzini.
Di due giovani donne vengono i ritrovati i cadaveri, ai quali è stato asportato il cuore: si tratta della ventunenne commessa di libreria Ileana Baschieri e della ventinovenne cantante di dancing Monica Ragno. Per catturare l'assassino viene costituito un gruppo di lavoro che vede la presenza di tre famosi specialisti: il criminologo Sassi, l'avvocato Viscovic e lo psicologo Tancredi. Camilla sente la madre di Ileana e la sua migliore amica Carola Pozzi, che le confida che i rapporti tra la vittima e il fidanzato, il giovane capitano d'industria Corrado Breghiroli, erano improntati alla castità, malgrado Ileana non disegnasse di accompagnarsi anche con altri uomini. Camilla va a trovare Breghiroli, che sembra piuttosto infastidito dalle sue domande. Trascorre poi una serata in compagnia del medico legale Bellomi, che le racconta che sulle vittime è stato praticato un intervento a regola d'arte, tanto che il petto è stato poi ricucito.
A casa, Camilla e Danila sono spesso infastidite dallo stereo di Andrea Fiori, il vicino del piano di sopra, che spara a tutto volume vecchie canzoni romantiche, tra le quali Cuore matto di Little Tony: non è un caso che l'uomo, che vive solo, abbia subito pochi anni prima un trapianto di cuore. Camilla è poi incaricata dal questore di indagare anche sul caso dell'omicidio di un protettore della prostituzione, Vladan Marko detto Marco l'Albanese, mutilato del pene che gli è stato poi messo in bocca. In attesa di ulteriori accertamenti, l'ispettore Cagliostri si reca a Massa Finalese per parlare coi famigliari di Monica Ragno, che le consigliano di parlare con Tonino Moretti, tastierista del suo complesso e suo fidanzato non ufficiale; questi le confida che spesso Monica, la cui canzone più richiesta era Cuore di Rita Pavone,  si lasciava spesso andare a rapporti occasionali con uomini appena conosciuti. Intanto si scopre che Marco, che probabilmente non era albanese ma slavo, si accompagnava una ragazza della penisola Balcanica, studentessa a Bologna, molto più giovane di lui, e Camilla cerca di rintracciarla chiedendo ai loro conoscenti di un bar che frequentavano.
Con la collaborazione del giornalista Stefano Marchetti, Camilla decide di fare da esca per il Rubacuori, facendo uscire la notizia che concorrerà per il premio Cuore d'oro, ma viene scoperta e redarguita dal suo superiore. Si sospetta di un uomo che ha acquistato un testo sulla cardiochirurgia in una libreria di Modena, ma questi si rivela poi solo un infermiere interessato ad approfondire l'argomento. Anche il ricco industriale Gregorio Latini viene ritrovato morto col petto squarciato in un golf club di Reggio Emilia, ma il suo profilo personale e le condizioni del cadavere sembrano mostrare un diverso modus operandi. 
Intanto, Camilla riceve un'e-mail dal Rubacuori, che le confida che intende prendere il suo cuore dopo quello di una famosa biondina modenese. Una donna bionda viene in effetti trovata col cuore asportato, ma a Ferrara: si tratta di Desdemona Roncarati, figlia di un famoso cardiochirurgo dedita ad opere di beneficenza. Con la collaborazione del commissario Pinto, Camilla apprende dal giornalista ferrarese Rolando Berti che il professor Beniamino Roncarati, padre della vittima, si era attirato l'ostilità di Rosalba Balladori, una donna di Codigoro con una figlia cardiopatica che avrebbe dovuto essere operata dal luminare ma era stata scavalcata in lista d'attesa dal figlio di un ricco svizzero e perciò era morta. Si scopre anche, grazie alle ricerche dell'ispettore Violo, che l'ultima vittima era implicata in loschi traffici d'organi e si sospetta che la responsabile degli assassinii sia la Balladori, ma questa viene ritrovata nella sua auto in fondo al Po all'altezza di Stellata, apparentemente suicida. La prossima vittima del Rubacuori potrebbe essere Benedetta Govoni, nota per le sue ospitate al programma televisivo Stranamore, che sembra scomparsa, ma questa viene ritrovata in ospedale, dov'è stata ricoverata dopo la sua aggressione al Parco Novi Sad ad opera di un tunisino, che paradossalmente le ha salvato la vita.
Dopo aver rintracciato la ragazza che faceva coppia con Marco l'Albanese, rispondente al falso nome di Elena Surdich, Camilla la incontra nello studentato in cui vive. Elena, che in realtà si chiama Elifa ed è bosniaca, era la figlia di una donna musulmana che l'uomo, all'epoca noto come il colonnello Milan Jotic delle milizie serbe, aveva stuprato durante la guerra di Bosnia e che, a distanza di due anni, aveva ucciso per una reazione. Elifa, che era stata raccolta dalla famiglia Surdich, aveva ricercato suo padre e l'aveva sedotto al solo scopo di poterlo uccidere.
Mentre cerca indizi su un possibile fattore scatenante la follia omicida del Rubacuori, come emerso nelle riunioni della task force di esperti, Camilla scopre che la madre di Corrado Breghiroli è morta in modo drammatico durante la sua infanzia: morte che potrebbe essere stata provocata dal figlio, che non accettava il fatto che la donna, vedova, avesse un nuovo compagno. I sospetti che aveva inizialmente sul vicino Andrea Fiori si spostano quindi sul Braghiroli. Nel frattempo Danila, che è uscita per un aperitivo e ha accettato l'invito di un suo nuovo "amico", è irreperibile e la poliziotta teme che sia finita nelle grinfie del Rubacuori. Camilla si reca perciò nella villa di campagna dei Breghiroli, dove trova Danila esanime e Corrado armato di una doppietta. L'industriale le mostra i cuori che ha asportato per preservarne la purezza, chiusi in scrigni d'argento. Camilla ha la pistola scarica; per guadagnare un'occasione propizia per disarmare il suo opponente, gli fa rivivere la scena della morte della madre, ma quando la situazione sembra volgere al peggio arriva il professor Sassi a salvare Danila e Camilla. Egli intende punire Corrado come ha fatto col Latini e con la Roncarati, sottoponendolo al rituale egizio della pesatura delle anime. La poliziotta vorrebbe fermarlo, ma Sassi l'ammanetta con Danila a un tubo dell'acqua; quindi, compiuta l'operazione, si dilegua.
Provata da quest'esperienza, Danila torna a Napoli. Camilla va a scusarsi col suo vicino ingiustamente sospettato.

## Personaggi
- Camilla Cagliostri: ispettore di polizia in forza alla questura di Modena.
- Carolina Bergonzini: nuovo questore di Modena, proveniente da Bologna. Di temperamento dispotico, inizialmente non ha stima di Camilla, ma poi impara ad apprezzarla.
- Nanda Violo: ispettore di polizia, collega di Camilla, che aiuta ricercando notizie sulle vittime e sui sospettati.
- Donato Barleri: agente di polizia, collega di Camilla, di cui è l'amante.
- Danila Barleri: sorella diciassettenne di Donato, mora e appariscente.
- Francesco Savino: commissario di polizia, in forza alla questura di Modena.
- Vincenzo Salinitro: agente di polizia, collega di Camilla.
- Antonio Bellomi: medico dell'Istituto di Medicina legale.
- Stefano Marchetti: giornalista del Resto del Carlino, realmente esistente, a cui è dedicato il libro.[2]
- Carlo Viscovic: avvocato e politico, componente del gruppo di lavoro con l'incarico di tracciare un profilo dell'assassino.
- Emilio Tancredi: psicologo esperto di casi delittuosi, componente del gruppo di lavoro, con «capelli grigi e ricchi, lunghi sulle orecchie, sopracciglia boscose, occhi spiritati. Quando parla di matti fa un po' ridere, perché il matto sembra lui».[3] Il suo personaggio è ispirato a Vittorino Andreoli.
- Egidio Sassi: criminologo ed egittologo. Era sposato con Aisha, una donna somala da cui aveva avuto una figlia, Martina, stuprate e uccise da tre rapinatori mentre stavano campeggiando nella campagna laziale nel 1999.
- Antonietta Baschieri: madre d'Ileana.
- Carola Pozzi: migliore amica d'Ileana.
- Corrado Breghiroli: trentaseienne direttore di produzione dell'industria alimentare di famiglia Delco, fidanzato d'Ileana. Veste sempre in maniera impeccabile.
- Andrea Fiori: quarantenne vicino di casa di Camilla. Lavora alla Bilit, azienda di Campogalliano produttrice di bilance ed è segretamente innamorato di Camilla.
- Roberto Ragno: fratello di Monica.
- Tonino Moretti: trentenne amico di Monica Ragno, tastierista degli Angeli della Bassa nei quali la vittima cantava.
- Gregorio Latini: industriale originario di Reggio Emilia con residenza in Svizzera, responsabile di loschi traffici di rifiuti tossici coi paesi africani.
- Giuseppina Fenzo: medico legale che esegue l'autopsia sul cadavere di Gregorio Latini.
- Teodoro: immigrato slavo incontrato da Camilla in un bar a Bologna, che ne diventa l'informatore per rintracciare l'amante di Marco l'Albanese.
- Franco Rossi: libraio modenese, dove è stato acquistato un testo sulla cardiochirurgia.
- Leopoldo Carassiti: uomo di mezza età, di professione infermiere, che ha acquistato un testo sulla cardiochirurgia nella libreria di Franco Rossi.
- Elena Surdich, vero nome Elifa Husovic: ragazza quindicenne bosniaca, studentessa di liceo a Bologna, figlia naturale e poi amante assassina di Marco l'Albanese.
- Desdemona Roncarati detta Desda: trentasettenne figlia del professor Beniamino Roncarati, chirurgo di fama nazionale. Dietro le sue opere di beneficenza nasconde un traffico d'organi.
- Pinto: commissario di polizia in forza alla questura di Ferrara.
- Rolando Berti: giornalista della redazione ferrarese del Resto del Carlino.
- Benedetta Govoni: ventiduenne modenese, che deve la sua fama alla partecipazione a Stranamore.
- Talel Arnour: tunisino, aggressore di Benedetta Govoni. Viene impiccato dal Rubacuori come ritorsione per avergli impedito di completare l'opera.

## Edizioni italiane
- Giuseppe Pederiali, Camilla e il Rubacuori, collana Narratori moderni, Milano, Garzanti, 2010, ISBN 978-88-11-68165-6.
- Giuseppe Pederiali, Camilla e il Rubacuori, collana Elefanti bestseller, Milano, Garzanti, 2012, ISBN 978-88-11-68667-5.